# Dinastia Sangama
La dinastia Sangama fu la prima dinastia imperiale dell'Impero Vijayanagara, localizzato nell'India meridionale.

## Fondazione e storia
La dinastia Sangama venne fondata da Harihara I e suo fratello Bukka Raya I, anche se non vi è pieno accordo sulle teorie di come la dinastia sia stata veramente fondata. Una teoria afferma che i due fratelli fossero nati all'interno del clan Kuruba e fossero stati comandanti dell'esercito del re di Warangal. In seguito alla sconfitta del re per mano di Muhammad bin Tughlaq, Bukka e Hatihara vennero catturati e inviati a Delhi dove furono costretti a seguire l'Islam. Tuttavia riuscirono a fuggire e a fondare l'Impero Vijayanagara con ispirazione indù e sotto l'influenza del bramino Vidyaranya. Un'altra teoria sostiene che i fratelli fossero invece in rapporto con l'Impero Hoysala e che fossero nati nel territorio del Karnataka nelle vicinanze di Hampi e in seguito fossero diventati i successori dell'Hoysala stesso. Harihara, il primo imperatore, estese i territori del Vijayanagara da Kaveri a fiume Krishna, anche se fu costantemente in conflitto con il sultanato di Bahamani. Successivamente Salì al trono il fratello Bukka, che continuò l'opera di conquista impossessandosi di quasi tutta l'India meridionale. Sconfisse il Regno di Arcot e i Reddis di Kondavidu, riuscì ad annettere Goa e conquistare il regno di Orissa, costringendo Ceylon e Malabar a pagare tributi all'impero. 

## Successori
Il successore di Bukka, Harihara Raya II, continuò la campagna attraverso l'India meridionale e riuscì a prendere il controllo della costa dell'Andhra Pradesh tra Nellore e Kalinga e conquistare le aree di Addanki e Srisailam così come la maggior parte del territorio a sud del fiume Krishna. Harihara II riuscì a conquistare molti porti indiani come Goa, Chaul, e Dabhol. 
Alla morte di Harihara II il trono venne conteso tra Virupaksha Raya, Bukka Raya II, e Deva Raya I. Deva Raya in un primo momento riuscì ad impossessarsi del potere, ma il suo regno fu breve e l'instabilità della politica interna avvantaggiò i nemici dell'Impero. Il Vijayanagara perse importanti territori. La situazione fu critica fino a quando salì al trono Deva Raya II, che diede corso al secolo d'oro della dinastia Sangama. Sotto il suo governo, l'impero riuscì a riconquistare i territori perduti e ad estendere il proprio dominio su tutta l'India meridionale. Tuttavia i successori di Deva Raya II, si dimostrarono incompetente e portarono alla distruzione della dinastia con i Regni Bahamani che invasero continuamente l'Impero Vijayanagara annettendo parte del territorio.